# Mitulaspis funtumiae
Mitulaspis funtumiae är en insektsart som först beskrevs av Robert Newstead 1914.  Mitulaspis funtumiae ingår i släktet Mitulaspis och familjen pansarsköldlöss. Inga underarter finns listade i Catalogue of Life.